# Felician Hohnloser
Felician Hohnloser (* 1986 in Heidelberg) ist ein deutscher Schauspieler und Theatermacher.

## Leben
Hohnloser studierte von 2009 bis 2013 Schauspiel an der Zürcher Hochschule der Künste. Während des Studiums arbeitete er unter anderem mit Herbert Fritsch, Martina Eitner-Acheampong Bluthochzeit, ausgezeichnet mit dem Ensemblepreis beim Schauspielschultreffen Wien und Hannes Weiler am Schauspielhaus Zürich. In der Spielzeit 2013/2014 gehörte er dem Chemnitzer Schauspielstudio an. Von 2014 bis 2016 war er am Staatstheater Karlsruhe engagiert.
Seit 2016 freischaffend, arbeitet Felician Hohnloser weiterhin an Stadt- und Staatstheatern, spielt aber auch mehr in der freien Szene und bei Film- und Kinoproduktionen. Erste eigene Arbeiten entstehen: er entwickelt mit dem Regisseur Matthias Rippert den Soloabend Der mit dem Sohn tanzt – eine Stückentwicklung über das Vater-Sohn-Verhältnis, mit Gastspielen in Deutschland, Österreich und der Schweiz.
2020 produziert Hohnloser seinen ersten Spielfilm Mama nicht enttäuschen trotzdem weitermachen mit Anne Kulbatzki und Sarah Bardehle. Die Premiere findet an den Kurzfilmtagen Flensburg statt. Im selben Jahr initiiert und kuratiert Hohnloser das neu.txt-Festival in den breidenbachstudios Heidelberg. In den folgenden Jahren wächst das jährlich stattfindende Festival für neue Texte und wird eine wichtige Experimentier- und Begegnungsstätte für etablierte und aufstrebende Autoren, Schauspieler und Regisseure. Mit dem Kurzfilm So weit so gut von Leon Schwitter ist er zu zahlreichen Festivals eingeladen (u. a. Max Ophüls Filmfestival, Interfilm Berlin, Aix en Provence Film Festival).
In einer zweijährigen Prozessentwicklung entsteht die immersive Videoperformance GIFT zu internalisierten Männlichkeitsbildern mit Gastspielen in Heidelberg, Zürich und Berlin. Hohnloser arbeitet 2023 an einer Stückentwicklung mit seinem Sohn, dem Autor Lorenz Just, der Regisseurin Anne Kulbatzki und dem Künstler Robert Craven zum Thema Gender aus der Perspektive von Kindern.
Im Tatort Schwarzwald "Der Reini" spielt Felician Hohnloser an der Seite von Hans-Jochen Wagner den kleinen Bruder des Kommissars Friedemann Berg. Die Romanverfilmung Ein Mann seiner Klasse von Christian Baron feierte 2024 auf dem Filmfest München Premiere. Hohnloser spielt darin an der Seite von Svenja Jung den Onkel der Hauptfigur.

## Filmografie (Auswahl)
- 2011: Fressen (Kurzfilm)
- 2019: Hotel Heidelberg: Wir sind die Neuen
- 2021: So weit so gut (Kurzfilm)
- 2023: Hubert ohne Staller: Anleitung zum Glücklichsein
- 2024: Ein Mann seiner Klasse (Fernsehfilm)
- 2024: Tatort: Es grünt so grün, wenn Frankfurts Berge blüh’n
- 2025: Tatort: Verblendung
- 2025: SOKO Köln: Die kleine Schwester (Fernsehserie)
- 2025: In aller Freundschaft – Die jungen Ärzte: Sichtweisen (Fernsehserie)